# ساوینکا
ساوینکا (به لاتین: Savinka) یک منطقهٔ مسکونی در روسیه است که در سرزمین آلتای واقع شده‌است.